# Hochfelden (Francja)
Hochfelden – miejscowość i gmina we Francji, w regionie Grand Est, w departamencie Dolny Ren. W 2013 roku populacja gminy wynosiła 3556 mieszkańców. 
1 stycznia 2017 roku połączono dwie wcześniejsze gminy: Hochfelden oraz Schaffhouse-sur-Zorn. Siedzibą nowej gminy została miejscowość Hochfelden, a gmina przyjęła jej nazwę. 

## Współpraca
Miejscowość partnerska:
- Hochfelden, Szwajcaria